# Alejandro Gutiérrez Mozo
Alejandro Gutiérrez Mozo (Cuenca, España, 22 de abril de 1995)  conocido como Álex Mozo es un futbolista español que juega de centrocampista y su equipo actual es la Arandina C.F. de la Tercera División de España.

## Trayectoria
Nacido en Madrid, Mozo se formó en el Club Deportivo Coslada y en la Real Sociedad Deportiva Alcalá. Debutó en Tercera División en la temporada 2013-14, fichando en enero de 2014 por el Club Deportivo Leganés en sus categorías inferiores.
Jugó regularmente en Club Deportivo Leganés "B" en Preferente las siguientes temporadas, consiguiendo el ascenso a Tercera División en 2015. El 1 de septiembre de ese año fichó por la Unión Balompédica Conquense.
A punto de clasificarse para el play-off de ascenso a Segunda División B, volvió al filial pepinero. Debutó en Primera División en la derrota por 4:0 ante el Club Atlético de Madrid sustituyendo a Gabriel Appelt Pires en el descanso, el 28 de febrero de 2018.
Tras pasar media temporada en el Arandina Club de Fútbol fichó por el CD Móstoles URJC de la Tercera División.

## Clubes
| Club                    | País   | Año       |
| ----------------------- | ------ | --------- |
| R. S. D. Alcalá         | España | 2013-2014 |
| C. D. Leganés B         | España | 2014-2015 |
| U. B. Conquense         | España | 2015-2016 |
| C. D. Leganés B         | España | 2016-2018 |
| Club Deportivo Leganés  | España | 2018      |
| Arandina Club de Fútbol | España | 2019      |
| CD Móstoles URJC        | España | 2019-     |